# SK-II
SK-II（エスケーツー）は、プロクター・アンド・ギャンブル(P&G)が保有する基礎化粧品のブランドである。1970年代にマックスファクター日本法人が日本酒造りの杜氏の手肌の美しさから着想を得て開発した。日本国内で製造され、東アジア、東南アジア、北アメリカ、ヨーロッパ、オーストラリアで販売されている。1991年よりP&G傘下。

## 概要
基礎化粧品としては高価格帯の商品が多く、30代以上の女性を中心に支持を集めている。
看板商品である「フェイシャル トリートメント エッセンス」（化粧水）は160mLで20,350円である。
現在のキャッチコピーは、「運命を、変えよう。#changedestiny」
日本国内で製造しており、アジア各国・アメリカ等の諸外国でも発売されている。

## 歴史
1970年代、マックスファクターの日本法人（現 P&Gプレステージ）の研究者が、長年日本酒造りに携わってきた杜氏の手が高齢であるにもかかわらず若々しい肌をしていることに気づき、それが酵母の効果であることを確認した。酵母から「ピテラ」(pitera)というエキスを抽出し、この物質を使った化粧品ブランド「SK-II」を1980年代初頭に立ち上げ、日本国内で販売を開始した。"SK-II"の"SK"は"Secret Key"（秘密の鍵）の意味である。
1991年、P&Gがマックスファクターを買収したのに伴いSK-IIのブランドも取得した。P&Gは同ブランドの販売を日本国外へ拡大させ、最初に中国と韓国、2000年にイギリス、その後アメリカへと進出した。2018年現在、オーストラリア、インドネシア、マレーシア、シンガポール、スペイン、タイでも販売されている。
2015年9月、P&Gマックスファクター合同会社がP&Gプレステージ合同会社に2016年8月1日に社名変更するのに併せて、SK-IIのカラー製品（ファンデーション、ベースは除く）の販売を終了すると発表した。

## 歴代アンバサダー
日本ではCMキャラクターに下記の人物を起用している。
- 桃井かおり
- 小雪
- 綾瀬はるか
- 有村架純
- 池江璃花子
- TWICE
- Mina
- 三吉彩花
- 渡辺直美
- 永野芽郁 - 2024年5月～

## 中国と韓国での論争
中国においてSK-IIの購入者から、広告の表示が不正確だったためにアレルギー反応が起きたと申立てがあり、2005年4月、P&Gは20万元の罰金の支払いに同意した。2006年10月、中国国内で販売されたSK-IIから微量のネオジムとクロムが検出された。いずれも、アレルギー反応や湿疹の原因となる恐れがあり、化粧品への使用が禁止されている。P&G中国は製品を自主回収し、その週の内に中国国内での販売を完全に停止して、返金のための電話窓口を開設した。2006年末、これらの微量成分が健康に害をなす可能性はないと中国当局が発表し、中国国内での販売が再開された。
韓国でも当局により販売が停止され、2週間後、製品の安全性が確認されたとして販売再開が許可された。

## スキンケア商品一覧（2018年2月現在）
洗顔料・クレンジング
- フェイシャル トリートメント クレンザー
- フェイシャル トリートメント ジェントル クレンザー
- フェイシャル トリートメント クレンジング オイル
- フェイシャル トリートメント クレンジング ジェル
- フェイシャル トリートメント ジェントル クレンジング クリーム

化粧水
- フェイシャル トリートメント エッセンス
- フェイシャル トリートメント クリア ローション
- ホワイトニング ソース クリア ローション
- セルミネーション MASK-IN ローション
- ミッド-デイ ミラクル エッセンス
- ミッド-ナイト ミラクル エッセンス
- LXP アルティメイト パーフェクティング エッセンス
- マスターピース エッセンス

乳液・クリーム
- フェイシャル トリートメント ミルク
- フェイシャル リフト エマルジョン
- R.N.A.パワー ラディカル ニュー エイジ
- R.N.A.パワー ラディカル ニュー エイジ エアリーミルキー ローション
- R.N.A.パワー アイ クリーム ラディカル ニュー エイジ
- セルミネーション ディープ サージ EX
- ステムパワー リッチ クリーム
- スキン シグネチャー メルティング リッチ クリーム
- フェイシャル トリートメント コンセントレート
- ホワイトニング ソース ダーム・ブライトナー
- スポッツ ケア ＆ ブライトン デイ クリーム
- フェイシャル トリートメント マッサージ クリーム
- LXP アルティメイト パーフェクティング クリーム
- LXP アルティメイト パーフェクティング アイ クリーム
- マスターピース クリーム
- マスターピース アイ クリーム

美容液
- ジェノプティクス オーラ エッセンス
- ジェノプティクス スポット エッセンス
- R.N.A. パワー ラディカル ニュー エイジ エッセンス
- フェイシャル トリートメント リペアC
- フェイシャル トリートメント オイル
- スキン リファイニング トリートメント
- サインズ アップ・リフター
- リンクル スペシャリスト
- フェイシャル トリートメント エッセンス-アイ
- ホワイトニング スポッツ スペシャリスト コンセントレート
- LXP アルティメイト パーフェクティング セラム
- LXP アクティベーティング マッサージ フルイッド EX
- マスターピース ラディアンス セラム
- マスターピース サプルネス セラム
- マスターピース トートネス セラム

パック・マスク
- フェイシャル トリートメント マスク
- スキン シグネチャー 3D リディファイニング マスク
- ホワイトニング ソース ダーム・リバイバル マスク
- WS ダーム・リバイバル プログラム
- サインズ アイ マスク
- スキン リブースター
- オーバーナイト ミラクル マスク

日焼け止め
- セルミネーション デイサージ UV
- WS ダーム・デフィニション UVローション
- アトモスフィア CC クリーム
- アトモスフィア エアリーライトUVエマルジョン

## テレビ番組
- 日経スペシャル ガイアの夜明け 素顔の裏に熱い闘い 〜日本狙う外資コスメ〜（2003年11月11日、テレビ東京）[14]。